# Anne Deriaz
Pour les articles homonymes, voir Deriaz.
Anne Deriaz, née le 5 octobre 1939 à Yverdon-les-Bains, est une photographe et écrivain vaudoise.

## Biographie
Anne Deriaz fait partie d'une famille de six générations de photographes établie en 1916 à Baulmes, dans le canton de Vaud. Après avoir fréquenté les facultés de psychologie et de lettres de l'Université de Genève, elle devient traductrice, puis enseignante.
Anne Deriaz accompagne les deux dernières années de la voyageuse et écrivaine Ella Maillart, décédée en 1997.
Membre de la Société suisse des écrivaines et écrivains, Anne Deriaz reçoit en 1996 le Prix Hentsch de littérature française et, en 2000, la Bourse de la Fondation Sandoz.

## Sources
- « Anne Deriaz », sur la base de données des personnalités vaudoises sur la plateforme « Patrinum » de la Bibliothèque cantonale et universitaire de Lausanne.
- sites et références mentionnés
- Anne-Lise Delacrétaz, Daniel Maggetti, Écrivaines et écrivains d'aujourd'hui, p. 88
- A D S - Autorinnen und Autoren der Schweiz - Autrices et Auteurs de Suisse - Autrici ed Autori della Svizzera
- Anne Deriaz sur viceversalitterature.ch